# 出石町 (岡山市)
出石町（いずしちょう）は岡山県岡山市北区（旧弘西学区）にある地区である。
同市同区内に出石という地域（旧学区）があるが、当ページの出石町とは別地となる。

## 概略
出石町は、日本三名園のひとつで300年の歴史を有する後楽園の最寄り町、および岡山神社や伊勢神社の鳥居前町として、江戸時代に津山往来沿線を中心に発展した南北に長い地区である。地名は『和名抄』に記載されている備前国御野郡出石郷に由来している。出石町の特徴として、岡山空襲を凌いだ明治・大正時代の建物と、それ以前の懐古感を漂わせる町並みが残ることが挙げられ、付近には美術館などの文化施設が多い。その他には世界的に著名な国吉康雄画伯の生家跡を記すブロンズ碑も残されている。

## 沿革
- 1964年（昭和39年）7月20日 住居表示の実施に伴い、石関町、上出石町、中出石町、下出石町、弓之町の各一部から出石町一丁目、上出石町の一部から出石町二丁目を新設する。上出石町の一部は番町一丁目、番町二丁目、下出石町の一部は石関町、天神町に編入される[5]
- 1979年（昭和54年）4月20日 上出石町、中出石町、下出石町の旭川水面分を出石町一丁目、出石町二丁目に編入し、上出石町、中出石町、下出石町は廃止される[5]。

## 世帯数と人口
2024年（令和6年）6月30日現在（岡山市発表）の世帯数と人口は以下の通りである。
| 町丁         | 世帯数  | 人口  |
| ------------ | ------- | ----- |
| 出石町一丁目 | 203世帯 | 350人 |
| 出石町二丁目 | 112世帯 | 236人 |
| 計           | 315世帯 | 586人 |

## 学区
公立の小・中学校に通学する場合、学区は次のように指定されている 。
| 区域         | 小学校         | 中学校         |
| ------------ | -------------- | -------------- |
| 出石町一丁目 | 岡山中央小学校 | 岡山中央中学校 |
| 出石町二丁目 | 岡山中央小学校 | 岡山中央中学校 |

## メディア
岡山市街を舞台にした福間健二監督作品、映画『岡山の娘』のロケ地でもある。